# Erica nigrimontana
Erica nigrimontana är en ljungväxtart som beskrevs av Guthrie och Bolus. Erica nigrimontana ingår i släktet klockljungssläktet, och familjen ljungväxter. Inga underarter finns listade i Catalogue of Life.